# والری فوشی
والری ژان فوشی (‎/fuˈʃiː/‎ foo-SHEE ; née Paige؛ متولد ۷ مه 1956) یک سیاستمدار آمریکایی است که از سال ۲۰۲۳ به عنوان نماینده ایالات متحده در حوزه چهارم کنگره کارولینای شمالی خدمت می‌کند. او عضو حزب دمکرات است.